# Anamesacris zolotarevskyi
Anamesacris zolotarevskyi är en insektsart som beskrevs av Boris Petrovich Uvarov 1938. Anamesacris zolotarevskyi ingår i släktet Anamesacris och familjen Dericorythidae.

## Underarter
Arten delas in i följande underarter:
- A. z. zolotarevskyi
- A. z. elongata